# Премия Эндрю Геманта
Премия Эндрю Геманта (англ. Andrew Gemant Award) — премия, ежегодно присуждаемая Американским институтом физики за значительный вклад в культурный, художественный или гуманистический аспекты физической науки. Премия вручается с 1987 года согласно завещанию американского физика Эндрю Геманта.

## Критерии выбора лауреата
Лауреат избирается Советом управляющих Американского института физики в ходе ежегодного совещания, проходящего весной. Основой для избрания является рекомендация отборочного комитета, назначаемого председателем совета директором института. Лауреат выбирается в одной из следующих областей:
- творческие работы в области искусства и гуманитарных наук, отмеченные глубоким знанием и любовью к физике
- интерпретация физики для широкой общественности при помощи средств массовой информации, презентаций или лекций
- просвещение физиков и общественности в отношении истории физики или иных культурных аспектов физики
- доступное объяснение физики студентам, изучающих физику в рамках их общего образования

## Размер премии
Лауреат получает 5000 долларов США наличными и ещё 3000 в виде гранта академическому институту, в котором работает лауреат, для проведения дальнейших работ. Также лауреат получает приглашение на прочтение лекции на одном из подходящих форумов.

## Лауреаты премии
| Год  | Фотография лауреата | Имя лауреата                          | Место работы                                         |
| ---- | ------------------- | ------------------------------------- | ---------------------------------------------------- |
| 1987 |                     | Филип Моррисон                        | Массачусетский технологический институт              |
| 1988 |                     | Фримен Дайсон                         | Институт перспективных исследований                  |
| 1989 |                     | Джеральд Холтон                       | Гарвардский университет                              |
| 1990 |                     | Джереми Бернштейн                     | Массачусетский технологический институт              |
| 1991 |                     | Стэнли Сирил Смит                     | Массачусетский технологический институт              |
| 1992 |                     | Мартин Эйткен                         | Оксфордский университет                              |
| 1993 |                     | Абрахам Пайс                          | Рокфеллеровский университет                          |
| 1994 |                     | Спенсер Уирт                          | Американский институт физики                         |
| 1995 |                     | Роберт Уилсон                         | Лаборатория ядерных исследований имени Ф. Р. Ньюмена |
| 1996 |                     | Алан Лайтман                          | Массачусетский технологический институт              |
| 1997 |                     | Стивен Вайнберг                       | Техасский университет в Остине                       |
| 1998 |                     | Стивен Хокинг                         | Кембриджский университет                             |
| 1999 |                     | Паула Апселл                          | WGBH-TV, Бостон                                      |
| 2000 |                     | Джеймс Трефил                         | Университет Джорджа Мейсона                          |
| 2001 |                     | Лоуренс Краусс                        | Университет Кейс Вестерн резерв                      |
| 2002 |                     | Майкл Риордан                         | Стэнфордский университет                             |
| 2003 |                     | Брайан Грин                           | Колумбийский университет                             |
| 2004 |                     | Алан Фридман                          | Нью-Йоркский зал науки                               |
| 2005 |                     | Ганс Кристиан фон Байер               | Колледж Уильяма и Мэри                               |
| 2006 |                     | Марсия Бартусяк                       | Массачусетский технологический институт              |
| 2007 |                     | Эндрю Фракной                         | Колледж Футхилл                                      |
| 2008 |                     | Джон Ригден                           | Американский институт физики                         |
| 2009 |                     | Брайан Шварц                          | Городской университет Нью-Йорка                      |
| 2010 |                     | Даниель Альтшулер                     | Университет Пуэрто-Рико                              |
| 2011 |                     | Стивен Маран                          | НАСА                                                 |
| 2012 |                     | Лиза Рэндалл                          | Гарвардский университет                              |
| 2013 |                     | Эдвин Крапп                           | Обсерватория Гриффита                                |
| 2014 |                     | Шон Кэрролл                           | Калифорнийский технологический институт              |
| 2015 |                     | Аинисса Рамирез                       | Свободная публичная библиотека Джерси-Сити           |
| 2016 |                     | Джеймс Какалиос                       | Миннесотский университет                             |
| 2017 |                     | Дон Линкольн                          | Фермилаб                                             |
| 2018 |                     | Дэвид Каплан                          | Университет Джонса Хопкинса                          |
| 2019 |                     | Вирджиния Тримбл                      | Калифорнийский университет в Ирвайне                 |
| 2020 |                     | Джеральдин Кокс (англ. Geraldine Cox) | Лондонский имперский колледж                         |
| 2021 |                     | Сильвестр Джеймс Гейтс                | Брауновский университет                              |
| 2022 |                     | Клиффорд Джонсон                      | Университет Южной Калифорнии                         |